# Calion (Arkansas)
Calion é uma cidade localizada no estado americano de Arkansas, no Condado de Union.

## Demografia
Segundo o censo americano de 2000, a sua população era de 516 habitantes. 
Em 2006, foi estimada uma população de 497, um decréscimo de 19 (-3.7%).

## Geografia
De acordo com o United States Census Bureau, a localidade tem uma área de 3,4 km², dos quais 2,7 km² cobertos por terra e 0,7 km² cobertos por água. Calion localiza-se a aproximadamente 62 m acima do nível do mar.

## Localidades na vizinhança
O diagrama seguinte representa as localidades num raio de 32 km ao redor de Calion. 